# Јевгениј Бабич
Јевгениј Макарович Бабич (рус. Евгений Макарович Бабич; Москва, 7. јануар 1921 — Москва, 11. јун 1972) био је совјетски хокејаш на леду, касније и хокејашки судија и члан репрезентације Совјетског Савеза која је освојила историјску прву златну медаљу на Светском првенству 1954. године. Играо је на позицији нападача. Заслужни мајстор спорта Совјетског Савеза од 1953. године.
Бабич је рођен у спортској породици, а његови родитељи Макар Николајевич и Ана Федоровна активно су се бавили брзим клизањем. Његов страији брат Николај (рођен 1916) био је један од познатијих совјетских хокејаша у међуратном периоду између два светска рата, и у том периоду у више наврата је наступао за репрезентацију града Москве. Пре него је почео да игра хокеј на леду Јевгениј се бавио бендијем (хокеј са лоптом). Као бендиста освојио је две титуле победника националног купа 1945. и 1946. године. Паралелно са хокејом тренирао је и фудбал где је играо на позицији нападача. 
Хокеј на леду активно је играо у периоду од 1946. до 1957. године, а целу каријеру провео је у редовима московских војничких клубова ЦСКА и ВВС МВО. Освајач је 8 титула националног првака и 4 титуле победника националног купа. У националном првенству одиграо је 170 утакмица и постигао 143 гола. Титула победника Зимске Универзијаде 1953. донела му је и национално признање „Заслужни мајстор спорта”.
За репрезентацију Совјетског Савеза наступао је од 1954. до 1957. одигравши 60 утакмице и постигавши 19 голова. Највећи успеси у репрезентативном дресу су му били златна олимпијска медаља на ЗОИ 1956. у Кортини, те титула светског првака на СП 1954. године. Са светских првенстава има још 2 сребрне медаље из 1955. и 1957. године. 
Играчку каријеру је окончао 1957, а исте године са успехом је дипломирао на Војном институту за спорт и физичку културу у Москви. После окончања играчке каријере радио је као хокејашки тренер. Због депресије од које је патио извршио је самоубиство у свом стану у Москви 11. јуна 1972. године. Сахрањен је на московском Головинском гробљу. 
Његов син Николај Бабич (рођен 1948) руски је дипломата који је између осталих обављао дужност генералног конзула Русије у Хјустону (Тексас), те амбасадора те земље у Гватемали.